# Třída Ambassador MK III
Třída Ambassador MK III je třída raketových člunů Egyptského námořnictva. Do služby byly přijaty v letech 2013–2015. Pomohou tak nahradit starší egyptské raketové čluny. Jejich úkolem bude hlídkování a pobřežní obrana v oblasti Středozemního moře, Rudého moře a Suezského průplavu. Vybaveny budou především pro napadání hladinových lodí.

## Pozadí vzniku

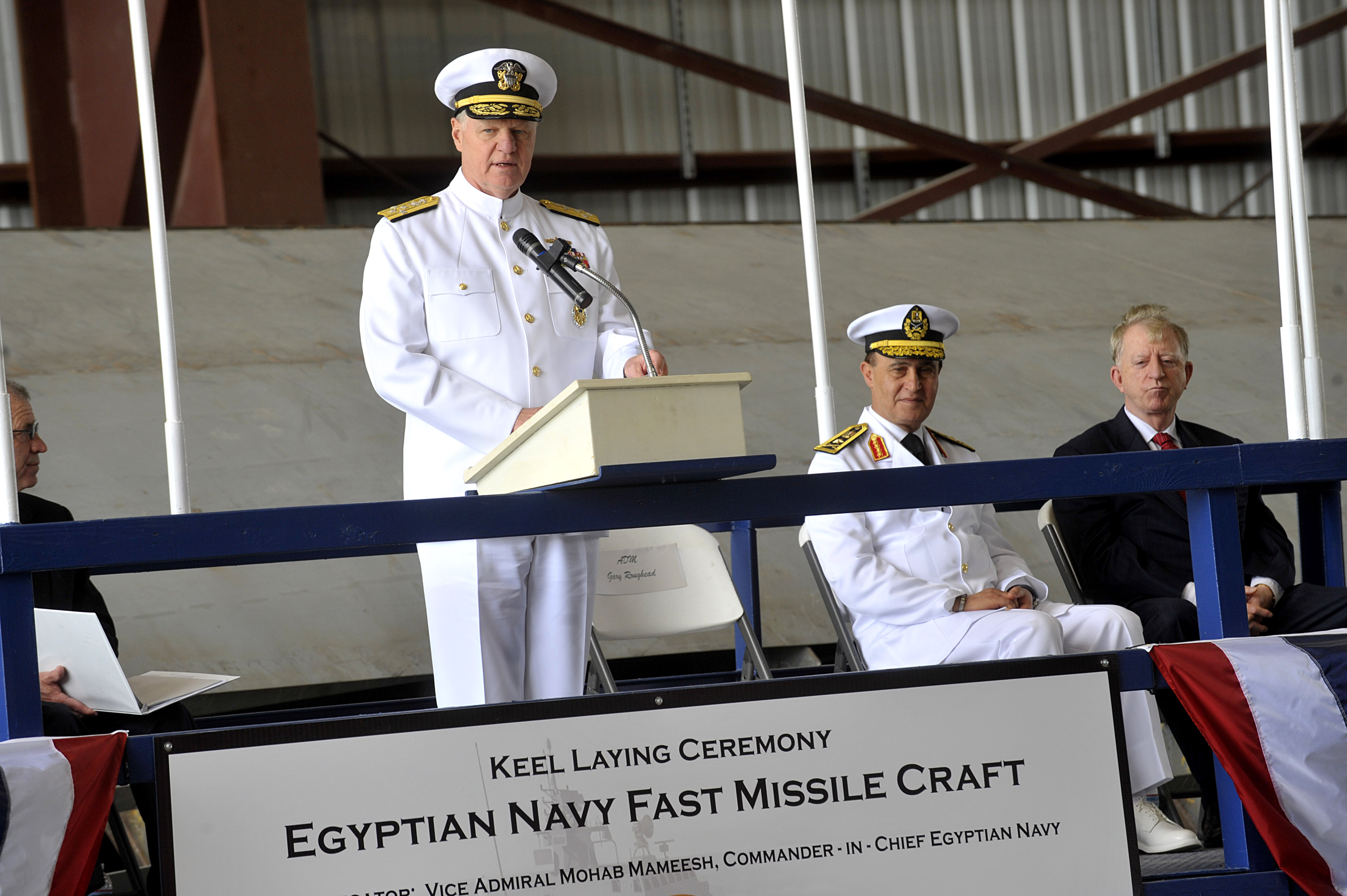
Založení kýlu prototypové jednotky

Celý kontrakt v hodnotě 1,3 miliardy dolarů financují USA v rámci programu Foreign Military Sales (FMS). Kontrakt na stavbu trojice člunů byl zadán v roce 2008 loděnici VT Halter Marine (pobočka firmy ST Engineering) a v roce 2010 byla objednána čtvrtá jednotka. Pojmenovány mají být S. Ezzat, F. Zekry, M. Fahmy a A. Gad. Stavba proběhla v loděnicích v Pascagoule ve státě Mississippi. Příprava stavby začala v roce 2009, kýl prototypové jednotky S. Ezzat byl založen 7. dubna 2010 a v říjnu 2011 byla loď spuštěna na vodu. Společně se sesterskou lodí F. Zekry byla dodána v roce 2013. Druhý pár raketových člunů byl do služby přijat roku 2015.
Jednotky třídy Ambassador MK III:
| Jméno          | Spuštěna   | Vstup do služby   | Status  |
| -------------- | ---------- | ----------------- | ------- |
| S. Ezzat (682) | říjen 2011 | 19. prosinec 2013 | aktivní |
| F. Zekry (684) |            | prosinec 2013     | aktivní |
| M. Fahmy (686) |            | 17. června 2015   | aktivní |
| A. Gad (688)   |            | 17. června 2015   | aktivní |

## Konstrukce

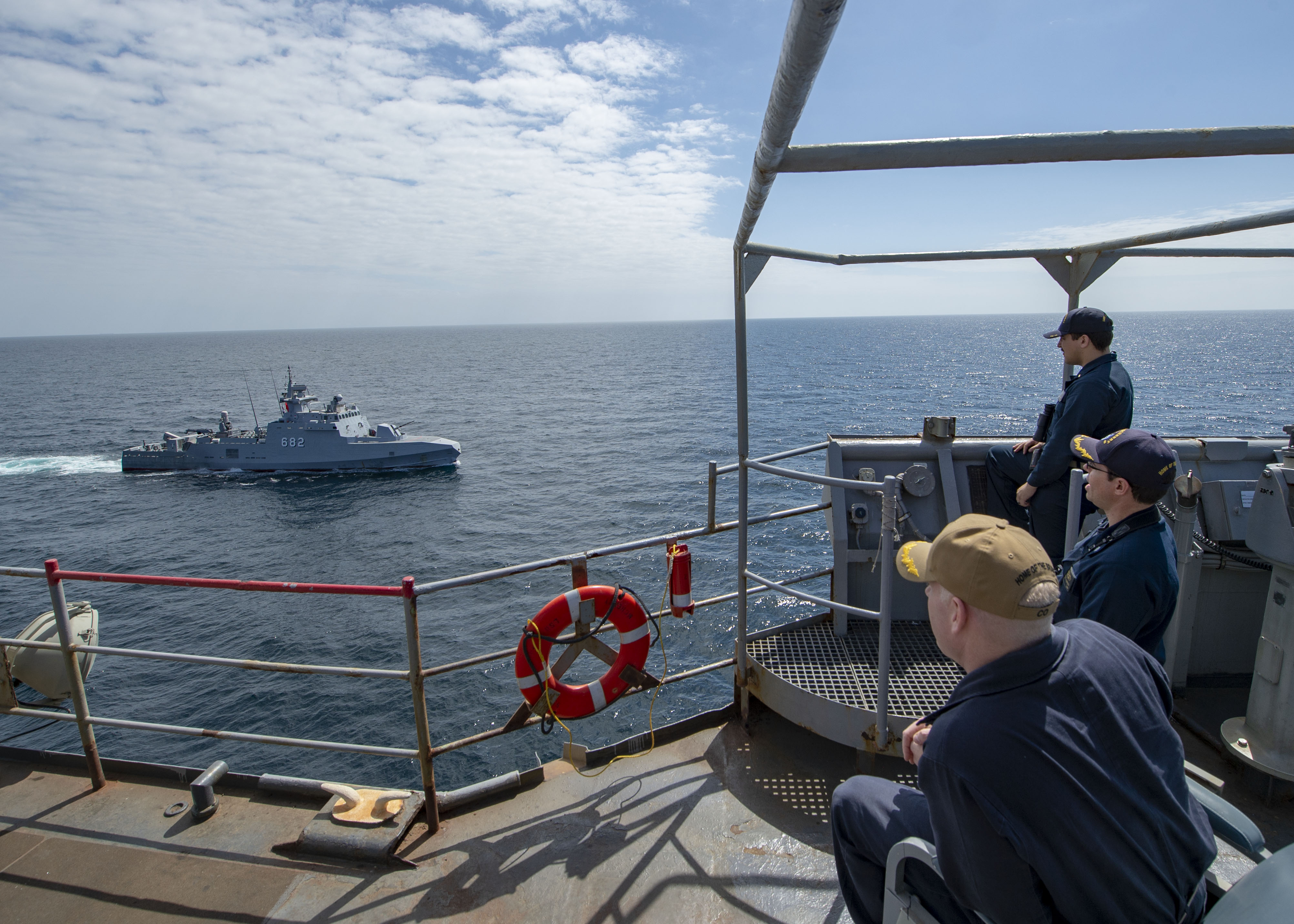
S. Ezzat (682) vyfocený v roce 2019 z americké výsadkové dokové lodě USS Fort McHenry (LSD-43)

Hlavním systémovým integrátorem systému bojového velení Tacticos, třídimenzního víceúčelového radaru EADS TRS-3D, systému řízení palby, výmetných zařízení klamných cílů Super Barricade, a systému elektronického boje Argon ST WBR-2000 je americká firma Lockheed Martin. Trup je vyroben z oceli a nástavby z hliníku. Je tvarován s ohledem na dobré nautické vlastnosti a snížení radarových signatur. Plánovanou hlavňovou výzbroj tvoří jeden 76mm kanón OTO Melara Super Rapid v dělové věži na přídi a jeden 20mm obranný systém Phalanx Block 1B. Hlavní údernou výzbrojí člunů bude osm protilodních střel RGM-84L Harpoon Block II. Protivzdušnou obranu doplní jeden raketový systém RIM-116 Rolling Airframe Missile. Doplňkovou výzbrojí budou dva 7,62mm kulomety M60. Pohonný systém tvoří tři diesely MTU s celkovým výkonem 22 380 kW, roztáčející tři lodní šrouby. Nejvyšší rychlost člunů bude 41 uzlů.

## Modernizace
Americká vláda schválila modernizaci všech plavidel v hodnotě 600 milionů dolarů. Poptáván je bojový řídící systém Lockheed Martin COMBATSS-21, radary a další senzory, vrhače klamných cílů, systémy elektronického boje, komunikační systémy, systémy řízení palby, či modernizace 76mm kanónu.